# Apogon cladophilos
 Apogon cladophilos és una espècie de peix de la família dels apogònids i de l'ordre dels perciformes.

## Hàbitat
És una espècie marina.

## Distribució geogràfica
Es troba a l'oest del Pacífic central: Austràlia.